# Byggnadsdepartementet

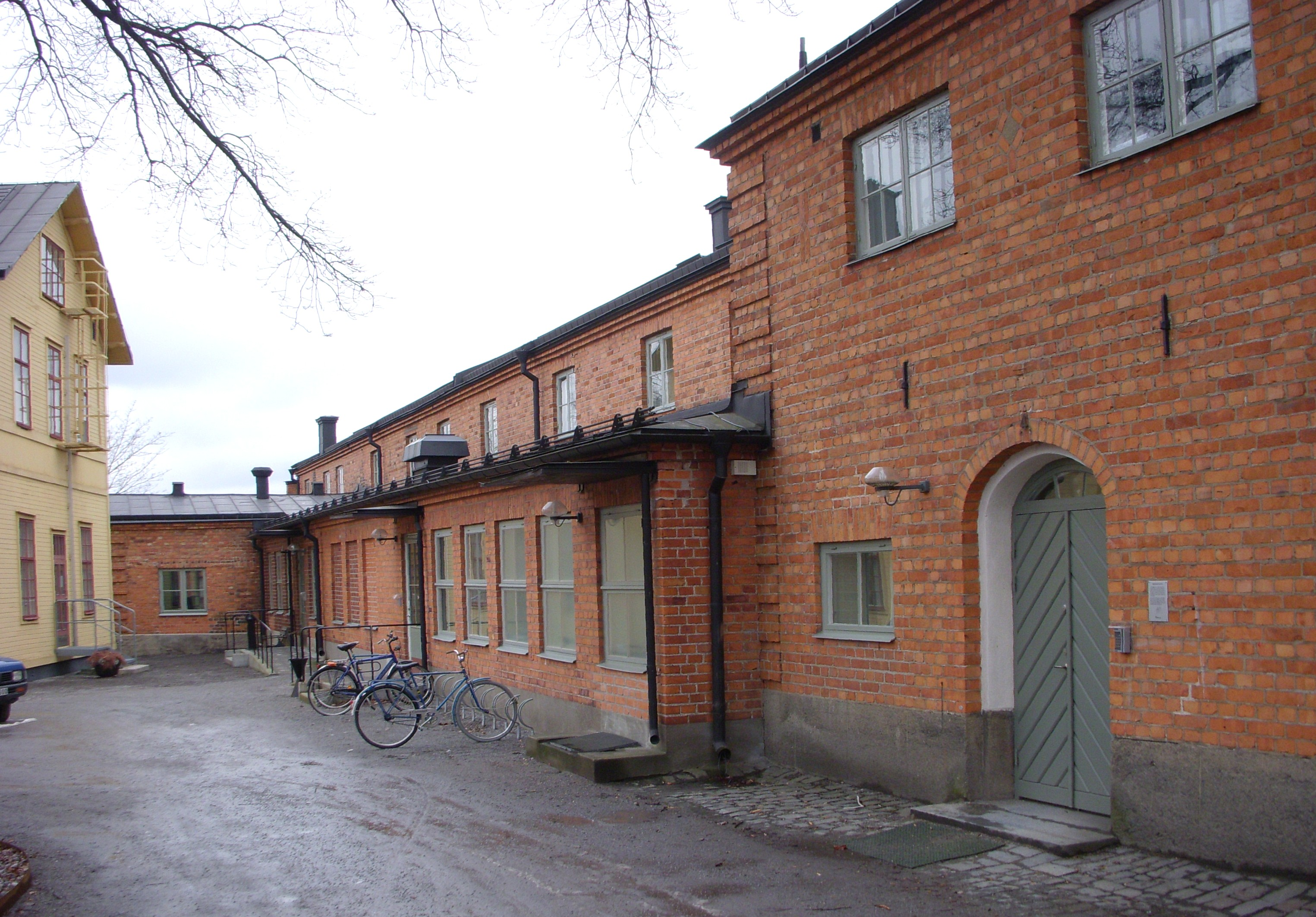
Byggnadsdepartementet april 2009

Byggnadsdepartementet även kallat Bondlängan är en byggnad på Skeppsholmen i Stockholm, belägen vid Svensksundsvägen på öns östra sida. Väster om byggnaden ansluter Östra kanslihuset.
Byggnadsdepartementet är en av de få tegelbyggnaderna på Skeppsholmen, de flesta husen är putsade och avfärgade i en ljus grågul kulör. "Bondlängan" skulle fungera som en avskärmning och mur mot örlogsvarvets område. Här fanns bland annat magasin och vedförråd. Huset uppfördes 1864 och hade ritats, som så många byggnader på Skeppsholmen, av Flottans egen arkitekt, Victor Ringheim. 1916 genomfördes en större ombyggnad, då påbyggdes hela anläggningen med en våning för att ge plats åt kontor, verkstäder och förråd åt Byggnadsdepartementet vid örlogsvarvet.
Idag (april 2009) hyrs fastigheten av Strömma Turism & Sjöfart AB. Byggnaden förvaltas av Statens fastighetsverk.